# 铁路渡轮

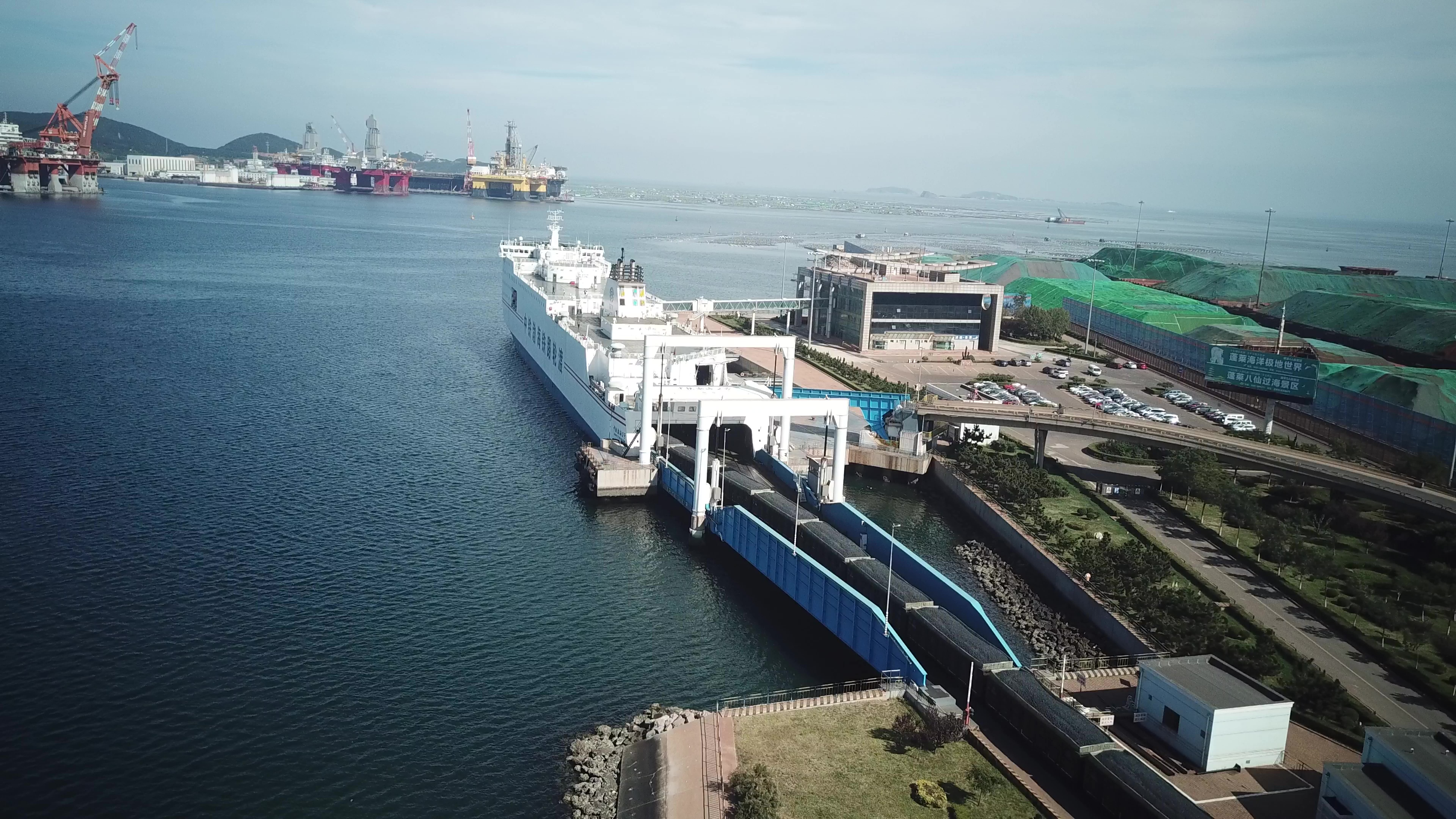
往來渤海的烟大铁路轮渡

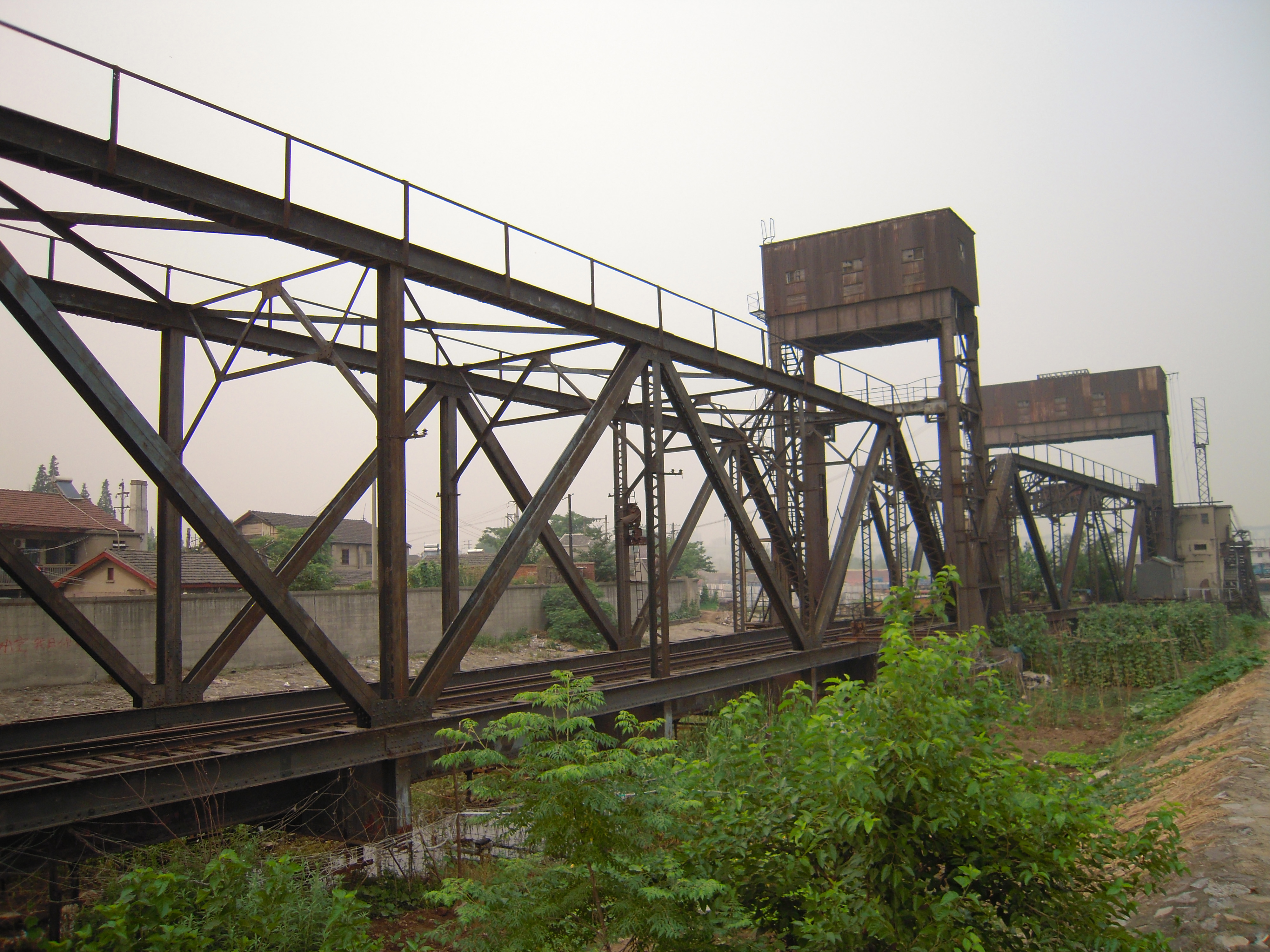
位于中國南京浦口长江边的京沪铁路轮渡旧址，摄于2012年

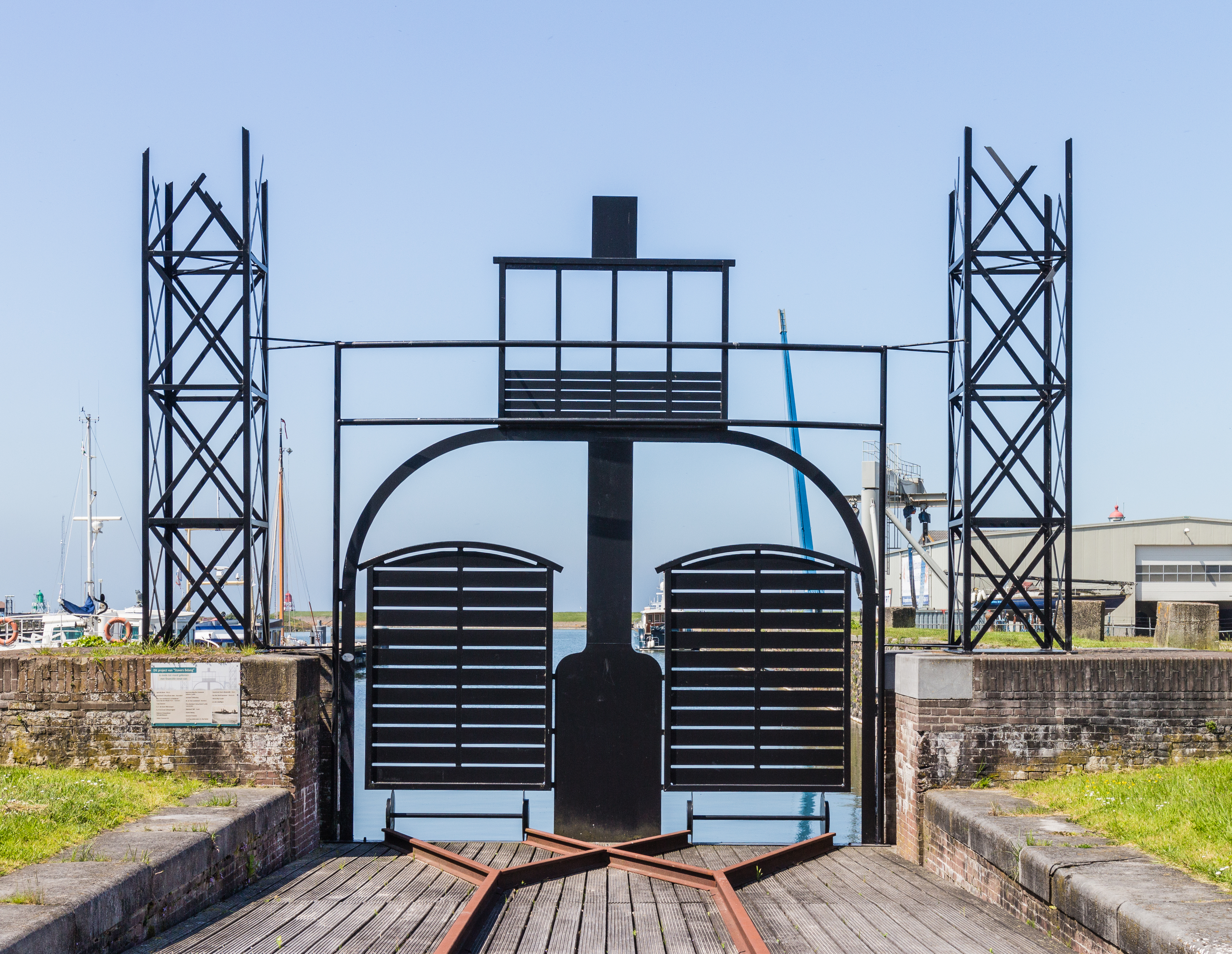
位於荷蘭斯塔福伦的恩克赫伊曾 - 斯塔福伦铁路轮渡遗址。在1886年至1936年间，鐵路貨車由此轮渡来往艾瑟爾湖西岸的恩克赫伊曾

鐵路渡輪（英語：train ferry）是指一種用來承载鐵路列车的船，是一種將被海洋、湖水或河道分隔且難以用其他方式連接（如隧道、橋樑）的鐵路連接起來的運輸工具，同時也是鐵路車輛運送的一種方式。這種船通常都會有一層裝上路軌的甲板，在船頭及船尾有一道閘門供列車進出之用。這種船除了可以運載列車之外，還可以獨立航行。在日本，經過改裝的铁路渡輪更有同時接載車輛（汽渡）及乘客的功用。
最早的鐵路渡輪出现在1849年的英国，由湯瑪斯·包治（Thomas Bouch）设计。在美國，直到1950年代，铁路渡輪一直都是被稱為车辆渡輪（Car ferries），及後因為汽車的普及使汽車渡輪出現，才使該詞轉而指運載公路車輛的船隻。
此外，外銷用途的鐵路機車或客貨車廂，若要藉由海運運往其他國家的話，通常會使用鐵路渡輪，將外銷他國的列車從本國港口鐵道駛入渡輪船艙後，再開到外國港口的鐵路碼頭並運交給國外鐵路公司（例如酒泉鋼鐵牙買加分公司使用的東風8B型柴油機車，基於該國並無合適港口可供吊運上岸，故直接駛上當地疏港鐵路）；此外，亦可以將機車/列車分輛吊入貨輪運送（而香港目前使用的鐵路車輛，多數均以此方式發運）。在大型貨輪無法停靠的碼頭（如屯門青山灣貨物裝卸區、港鐵小濠灣車廠，所有並非由赤灣港發運的列車如要運往此處，必須在北角城市花園對出維多利亞港中轉至躉船）或只涉及內河運輸的發運路線（如港鐵南港島綫中國製列車經由中國深圳赤灣港運送至港鐵小濠灣車廠），則會使用躉船輔助運送。

## 危险因素
铁路渡轮很少因海上危险而沉没，但由于其将列车“带轨上船”的特殊性质，仍存在一些固有弱点。
这些弱点包括：
- 列车是在相对较高的位置装载，使得船体重心偏高。（尽管现代铁路渡轮通常在列车甲板之上设有卡车甲板，从而减轻了重心过高的问题）
- 列车甲板难以隔舱，因此积水的晃动可能使船体失稳。然而，铁路渡轮常被建造成“大型驳船”的形式，部分列车甲板是开放的，上方为上层建筑，这意味着进水可以重新流入海中。相比之下，汽车渡轮通常采用“正常船体”设计，船体上设有“开口”用于装载，这种设计会使积水滞留在船内，增加风险。
- 火车出入口处的海上舱门本身是弱点，即使其位于船尾。
- 火车车厢必须牢固固定，以免松脱滚动，尤其是在长距离、开放水域航线上。（在这类航线上通常会施加制动器）

位于密歇根州的安娜堡铁路公司开发出一套被多家铁路公司采用的车辆固定系统。其做法是：在车厢四角放置螺旋千斤顶，略微抬起车厢，使其重量脱离轮轴；再用链条和张紧器将车厢车架固定于轨道上并紧固；轨道上在车轮后方加装夹具。船员在航行期间不断检查并收紧这些装置。该系统在遭遇恶劣天气时能有效固定车厢。

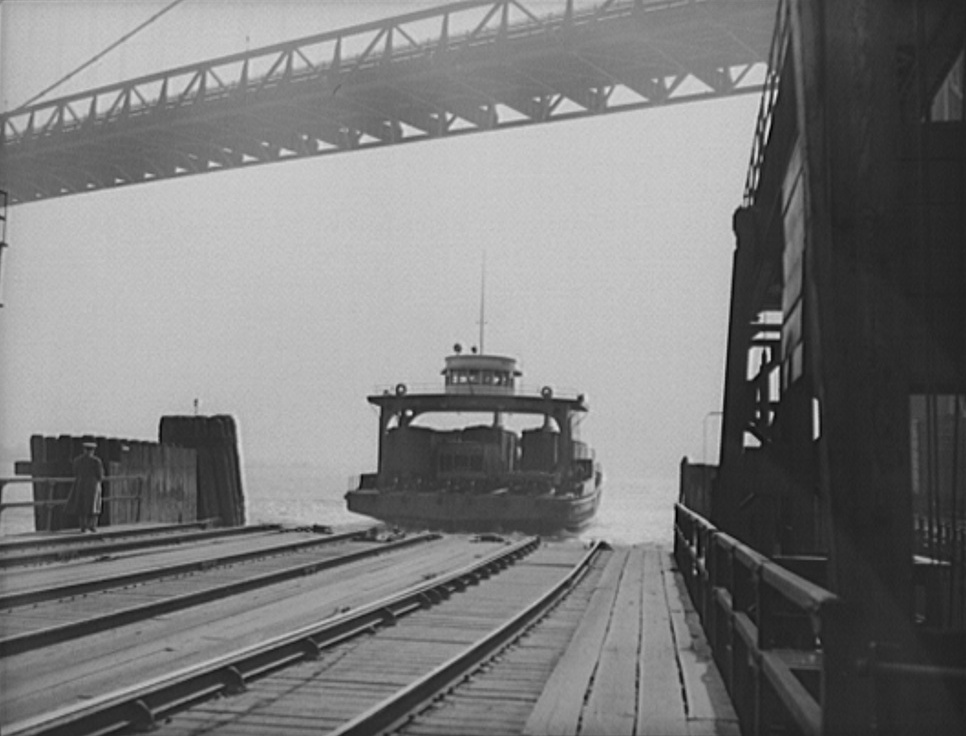
美國密西根州底特律一艘搭載了列車的鐵路渡輪，攝於1943年4月

有些事故发生在装载过程中码头滑道处，此时船体稳定性可能是重大隐患。当将重车装载至单侧轨道，而另一侧空置时，铁路渡轮往往会倾斜。标准操作程序是：先装载一侧轨道的一半，再装载另一侧全部轨道，最后再装回第一侧的剩余车厢。如果未遵循此程序，后果可能极为严重。1909年，“SS”号安娜堡号在密歇根州马尼斯蒂克港的滑道上倾覆，当时调车组将8节载有铁矿石的车厢装到左舷轨道上。尽管船员全数逃生，但打捞作业耗资巨大且耗时甚久。
一些铁路渡轮，如“SS”号密爾沃基号、“SS”号馬凱特神父号、以及“SS”号馬凱特和貝瑟爾号，已在五大湖中失事。尽管具体原因尚不明确，但这些事故一般认为是由于在暴风雨中，海浪从船尾无防护处涌入并淹没船体。事故后，所有新船均被要求加装船尾门（seagates），旧船也需强制加装。此外，还有两艘横跨湖泊的木结构铁路渡轮起火烧毁。

## 案例

### 中國
| 名称         | 经过线路          | 位置                                  | 跨越水系 | 状态   |
| ------------ | ----------------- | ------------------------------------- | -------- | ------ |
| 牛湾铁路轮渡 | 新宁铁路          | 广东省江门市新会区                    | 潭江     | 已停运 |
| 武汉铁路轮渡 | 粤汉铁路 京汉铁路 | 湖北省武汉市                          | 长江     | 已停运 |
| 芜裕铁路轮渡 | 淮南铁路          | 安徽省芜湖市                          | 长江     | 已停运 |
| 南京铁路轮渡 | 津浦铁路 沪宁铁路 | 江苏省南京市                          | 长江     | 已停运 |
| 江阴铁路轮渡 | 新长铁路          | 江苏省无锡市江阴市 江苏省泰州市靖江市 | 长江     | 已停运 |
| 粤海铁路轮渡 | 粤海铁路          | 广东省湛江市徐闻县 海南省海口市       | 琼州海峡 | 运营中 |
| 烟大铁路轮渡 | 蓝烟铁路 旅顺支线 | 山东省烟台市 辽宁省大连市             | 渤海海峡 | 运营中 |

### 日本
- 本州與九州間的關門隧道完工前的關門聯絡船（日语：関門連絡船）
- 本州與北海道間的青函隧道完工前的青函連絡船[2]
- 本州與四國間的瀨户大橋完工前的宇高聯絡船（日语：宇高連絡船）

### 其他国家
- 義大利墨西拿與西西里島間的鐵路渡輪
- 丹麥哥本哈根與日德蘭半島間的铁路渡輪
- 荷蘭恩克赫伊曾-斯塔福伦铁路轮渡（荷兰语：Veerdienst Enkhuizen - Stavoren），横跨艾瑟爾湖

## 图集

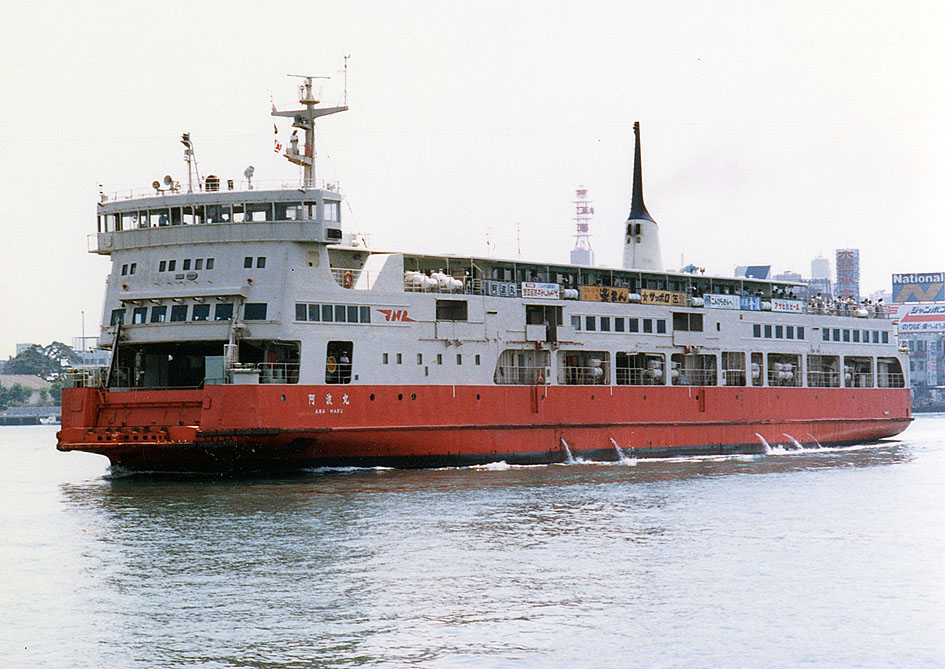
日本國有鐵道的宇高渡輪用船「阿波號」，攝於1986年
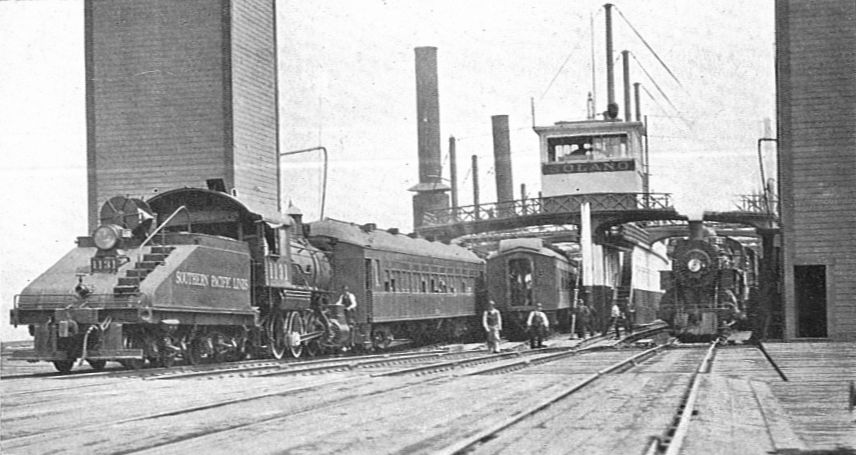
1943年4月，底特律的调车场与两艘靠泊中的列车渡轮。照片底部可见第三个渡轮泊位。
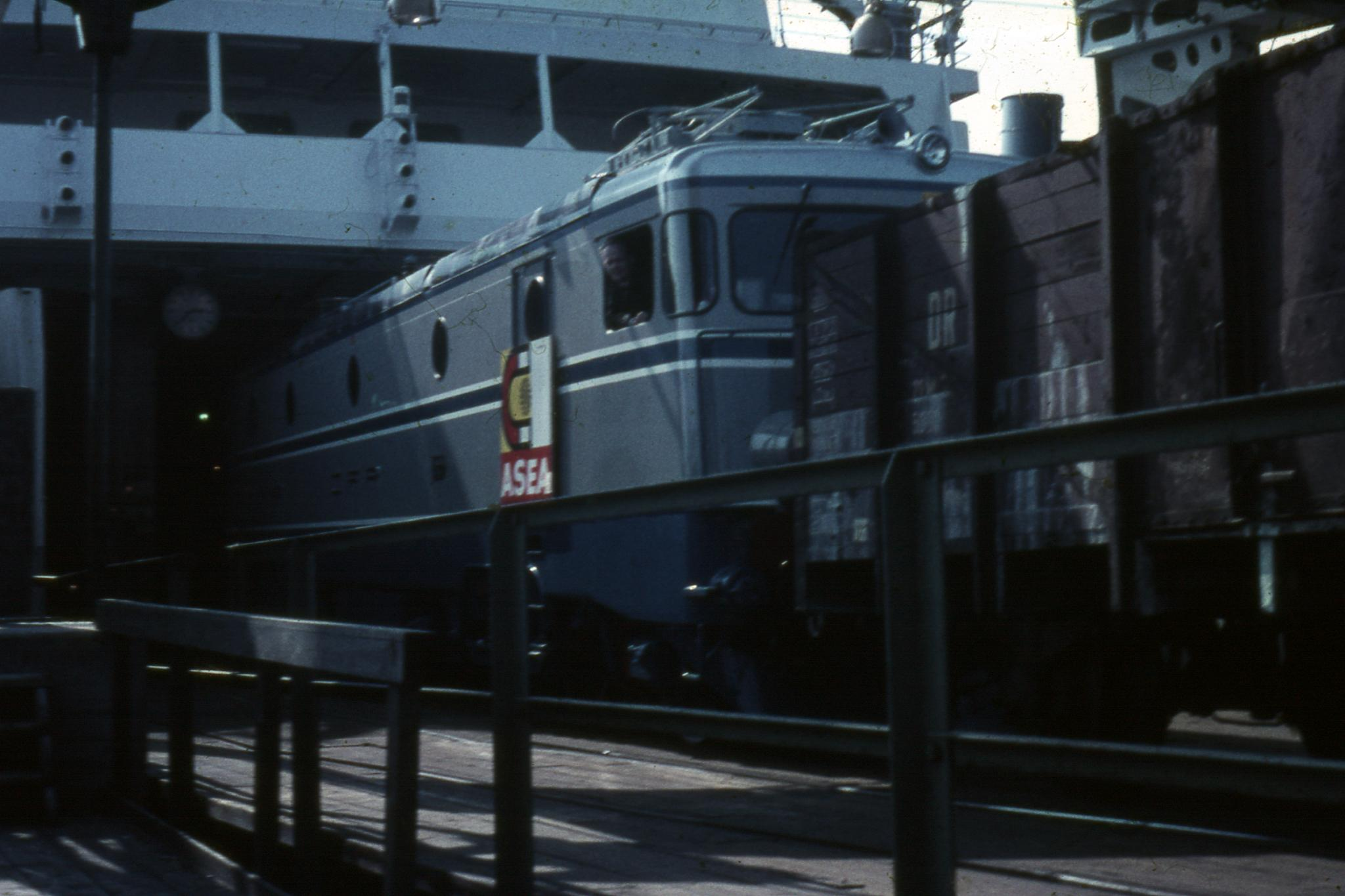
一台CFR EA型电力机车装载至特雷勒堡－萨斯尼茨铁路渡轮，途经瑞典韦斯特罗斯运往罗马尼亚布拉索夫，时间为1966年。
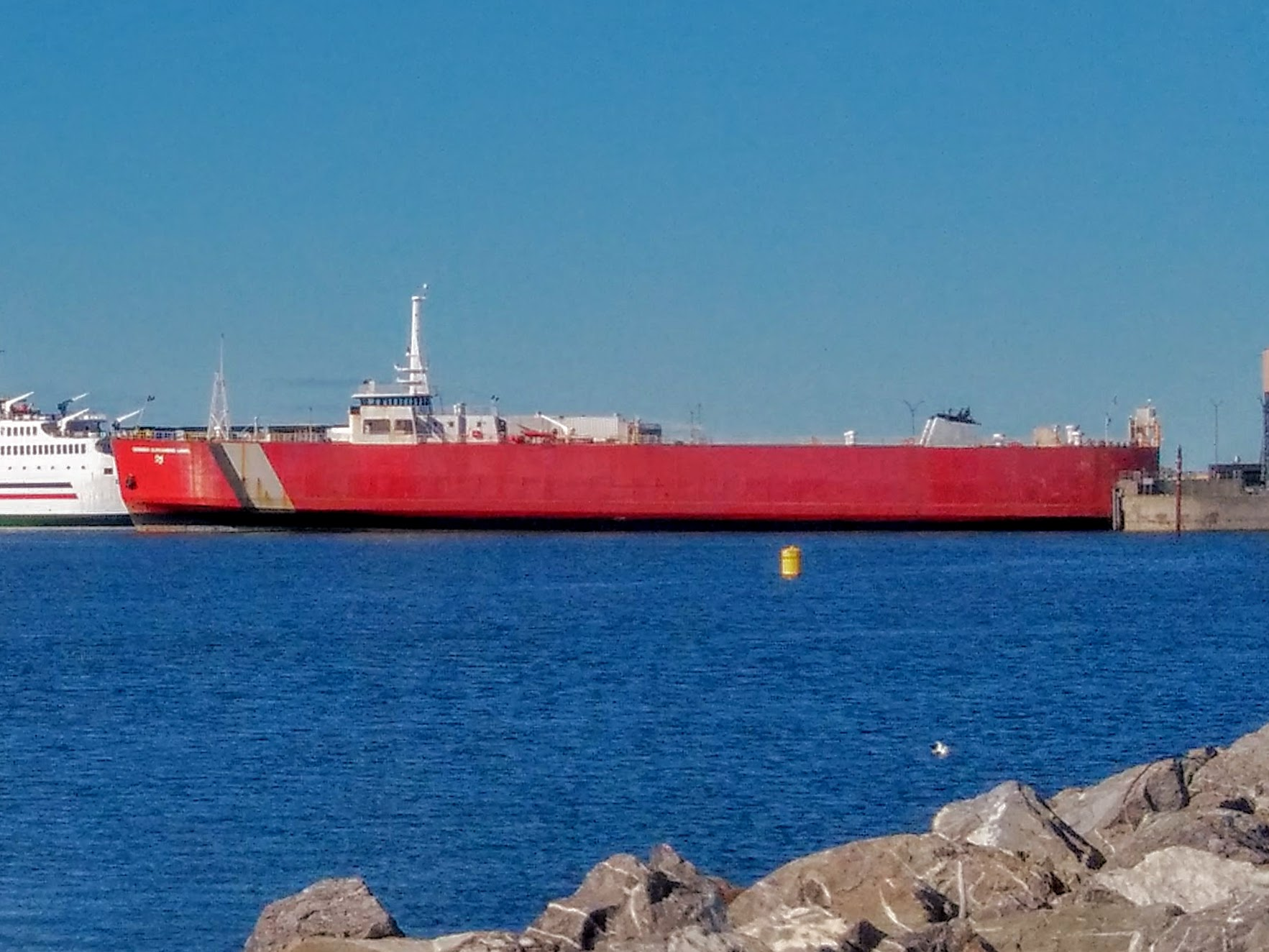
马塔讷运输公司（COGEMA）旗下的列车渡轮乔治-亚历山大·勒贝尔号[3]，位于加拿大马塔讷
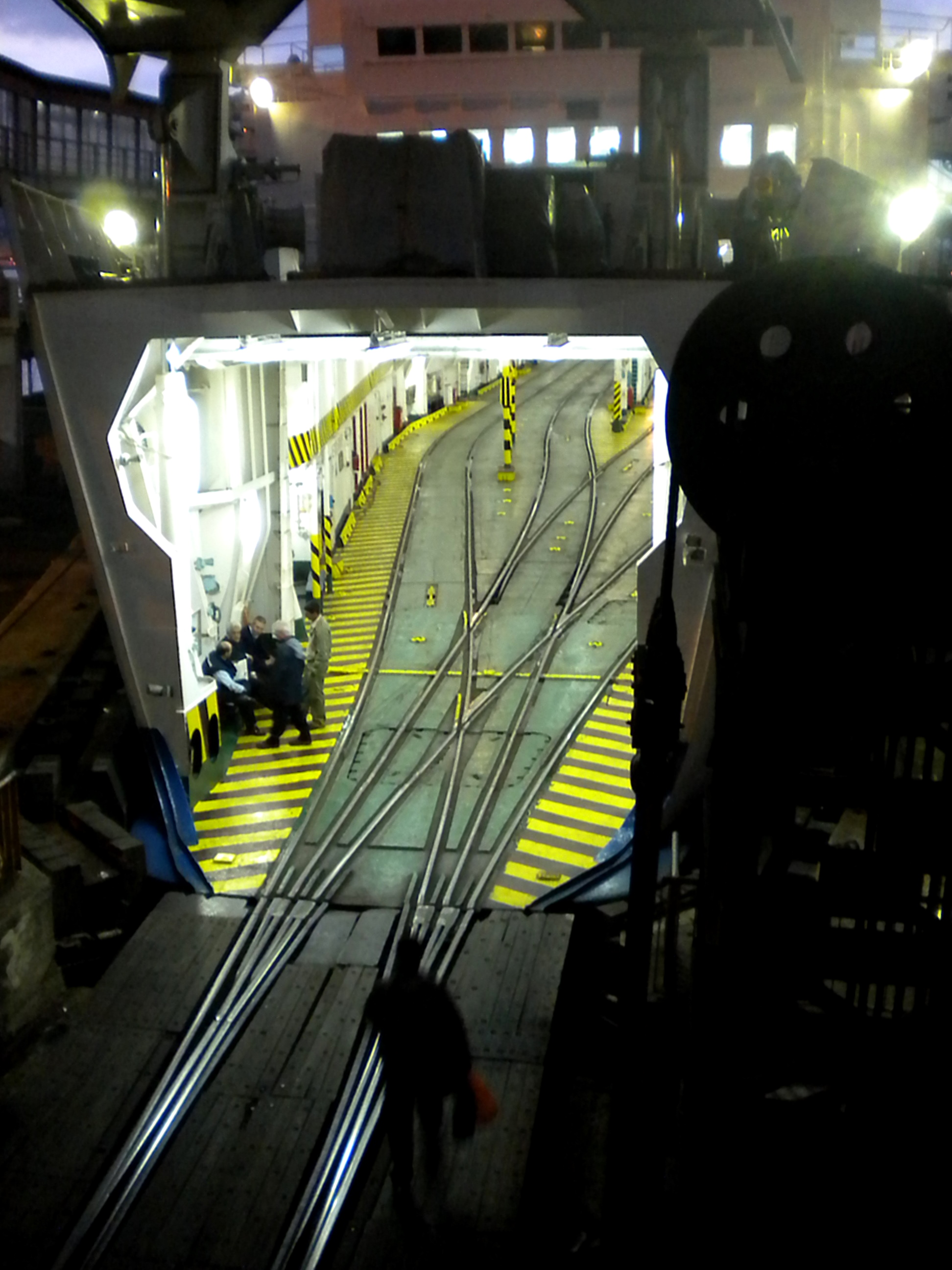
往返于卡拉布里亚与西西里岛之间的列车渡轮与滚装/滚卸船。
- 墨西拿海峡的滚装式旅客列车渡轮装载与卸载作业